# Thrasaric
Thrasaric est un roi des Gépides, fils et successeur du roi Thraustila.

## Biographie
Il succède en 488, à la mort de son père Thraustila, sur le trône gépide.
En 504, Théodoric le Grand envoie l'un de ses lieutenants, Pitzia, au secours de son vassal Mundo, chef d'une horde établie entre la Save et le Margus, en Mésie. Thrasaric et le général impérial Sabinianus, qui avaient uni leurs forces contre Mundo, sont battus et Sirmium, avec une grande partie de la Pannonie, tombent au pouvoir du vainqueur.

## Sources
- Jordanès, Histoire des Goths [détail des éditions] [lire en ligne]